# Mắm tép
Mắm tép là loại thực phẩm lên men được làm với nguyên liệu chính là tép, một loại động vật họ tôm đồng nhưng nhỏ hơn. Thịnh hành trên khắp đất nước Việt Nam, mắm tép cũng là đặc sản có giá trị thương mại tại nhiều địa phương.
Con tép to nhất chỉ cỡ đầu đũa, thường sống ở bãi sông nước ngọt nơi có nhiều rong rêu hoặc ở đồng lúa gần ven sông.

## Quy trình thực hiện
Mắm tép trước kia thường sử dụng nguyên liệu rất đơn giản, các cỡ tép to, tép nhỏ đều có thể làm mắm, thậm chí cả các loại tép co, tép mòng. Tép sau khi bắt về (thường bắt bằng riu hoặc te, một dụng cụ đan bằng tre, nứa hình con tôm cong ngược, đẩy trong nước để hớt tép), nhặt bỏ rác, rửa rất sạch. Nếu không rửa sạch mắm sẽ mất màu đỏ thơm và ngả sang nâu, thậm chí bị hỏng. Tép được trộn với muối và bột gạo rang nghiền thành thính gạo theo tỷ lệ khoảng cứ mười bát tép là bốn bát muối, hai bát gạo rang giã nhỏ. Trộn đều nguyên liệu sau đó cho vào hũ hoặc vò rồi bịt kín bằng bát ăn cơm ngoài cùng chít đất, ủ khoảng 1 tháng thì ăn được.
Một số địa phương sử dụng cả đường, bột ngọt, gừng, riềng, tỏi, ớt băm, rượu trắng để trộn vào tép làm mắm. Sau khi thành phẩm hoàn tất mắm lại được trộn với đu đủ mỏ vịt (tức loại đu đủ ương, ửng đỏ nhưng chưa chín mềm) xắt nhỏ.
Mắm tép màu đỏ hồng tươi, vị ngọt đậm và không nặng mùi như mắm tôm hoặc mắm cá, sánh đặc, để càng lâu càng ngon. Nếu muốn nấu nước mắm với nguyên liệu là mắm tép, người ta cho mắm tép vào một túi vải, rồi vắt kiệt lấy nước cốt cho vào nồi nấu lên, khi đun vừa lửa, nếu muốn mắm đặc thì đun lâu hơn.

## Sử dụng
Mắm tép được sử dụng trong bữa cơm rất gọn gàng và dễ dùng nên có nhiều cách ăn từ đơn giản đến cầu kỳ, phức tạp: ăn sống mắm tép nguyên chất với cơm nguội hoặc kết hợp mắm tép với đu đủ ương; phối trộn mắm tép với gừng, tỏi, ớt để làm nước chấm cho rau thơm, cá lóc nướng trui hay cá lóc chiên xù; cuốn bánh tráng với mắm tép, thịt ba chỉ luộc và tôm đất luộc lột vỏ v.v. Những thực phẩm rất hợp khi kèm mắm tép là thịt lợn luộc, rau thơm, khế xanh, gừng, hành hoa, bún.

## Đặc sản địa phương
Tại nhiều vùng duyên hải miền Bắc, miền Trung, Nam Bộ Việt Nam, thậm chí tại các vùng hồ, món mắm tép rất phổ biến và nhiều nơi đã nâng lên thành đặc sản địa phương, như mắm tép Hà Yên, mắm tép Trà Vinh, mắm tép Gia Viễn v.v.
Ở Hà Nội, quanh chợ Hàng Bè có những nghệ nhân làm món mắm tép chưng thịt nổi tiếng.